# Bephrata
Bephrata is een geslacht van vliesvleugeligen uit de familie Eurytomidae. De wetenschappelijke naam van dit geslacht is voor het eerst geldig gepubliceerd in 1884 door Cameron.

## Soorten
Het geslacht Bephrata omvat de volgende soorten:
- Bephrata atra Gates & Hanson, 2009
- Bephrata bahiae (Ashmead, 1904)
- Bephrata bouceki Gates & Hanson, 2009
- Bephrata camacho Gates & Hanson, 2009
- Bephrata chica Gates & Hanson, 2009
- Bephrata christeri Gates & Hanson, 2009
- Bephrata citri Gates & Hanson, 2009
- Bephrata clava Gates & Hanson, 2009
- Bephrata cultriformis Ashmead, 1894
- Bephrata dalhousiensis Mukerjee, 1981
- Bephrata flava Gates & Hanson, 2009
- Bephrata kumaoensis Mukerjee, 1981
- Bephrata leptogaster Gates & Hanson, 2009
- Bephrata lorraineae Gates & Hanson, 2009
- Bephrata nepalensis Mukerjee, 1981
- Bephrata nigracephala Gates & Hanson, 2009
- Bephrata noyesi Gates & Hanson, 2009
- Bephrata nublada Gates & Hanson, 2009
- Bephrata petiolata Gates & Hanson, 2009
- Bephrata ruficollis Cameron, 1884
- Bephrata stichogaster Gates & Hanson, 2009
- Bephrata ticos Gates & Hanson, 2009